# Monte Heng (Shanxi)
El monte Heng (en chino tradicional, 恆山; en chino simplificado, 恒山; pinyin, Héng Shān) es una de las cinco montañas sagradas del taoísmo. Se encuentra en la provincia de Shanxi. Con sus 2017 m de altitud es una de las cimas más altas de la China interior o histórica. Se la llama a veces montaña del Norte, para distinguirla de la montaña del Sur, que tiene también el nombre de monte Heng y se encuentra en la provincia de Hunan.

## Historia y templos
Como las otras montañas sagradas taoístas, Heng se considera lugar sagrado desde la dinastía Zhou. Por su situación en el norte del país, durante mucho tiempo fue de difícil acceso para los peregrinos chinos. De ahí que no sea tan importante como las otras montañas taoístas.
Durante la dinastía Song, se utilizó el templo Beiyue para ofrecer sacrificios a la montaña. Durante este tiempo, la dinastía Liao controlaba el monte, pero para mantener su legitimidad política y recibir apoyo de la comunidad religiosa, el emperador Song lo escogió como lugar para realizar sacrificios en favor de la montaña, pese a que no estaba en su territorio.